# リンスピード・エトス
リンスピード・エトス (Rinspeed Σtos) はリンスピードが2016年に発表したコンセプトカーである。

## 概要
エトスは2016年のCESで発表された自動運転のコンセプトカーで、BMW・i8がベースとなっている。
リアにはドローンの離発着ポートが装備され、エトスが自動運転中に他のタスクをこなしたり、走行している様子を撮影して配信することも可能。ドローンの連続飛行可能時間は15分。
ダッシュボードには、運転席・助手席どちらにも湾曲した21.5インチのワイドスクリーンが備わっており、自動運転中はステアリングホイールがダッシュボード内に収納される。
最高速度は250km/h、0-100km/hは4.4秒。

## 参照
1. ↑   https://www.motortrend.com/vehicle-genres/rinspeed-etos-concept-first-look/
2. ↑   https://www.drone.jp/news/201601081228033854.html
3. ↑   https://www.caranddriver.com/news/a15350559/rinspeed-etos-is-an-autonomous-i8-with-its-own-drone/